# TotalRecovery
TotalRecovery (ранее известная как DriveClone) — условно бесплатная утилита, которая предоставляет пользователям мощный и простой в использовании инструмент для резервного копирования и восстановления данных в 32-битных и 64-разрядных операционных системах Microsoft Windows. Утилита была создана «FarStone Technology» и написана на C++.

## Описание
TotalRecovery представляет собой высоконадёжное средство, чтобы полностью защитить компьютер от неожиданного или нежелательного сбоя системы. Утилита может создать резервную копию любого файла на компьютере — фотографии, электронная почта, видео, аудио, документы и прочие. Содержит встроенные комплексные инструменты для резервного копирования и восстановления, в числе которых копирования всей системы, отдельной папки или конкретного файла, а также инкрементное резервное копирование изображения. Поддерживает автоматическое создание резервных копий в планировщике, удобный и гибкий перенос информации с одного носителя информации на другой, или другую систему, а также восстанавливает данные на любом аппаратном обеспечении.
TotalRecovery использует движок WinPE, который позволяет управлять задачами перед загрузкой операционной системы.

## Возможности
- Мгновенное резервное копирование (образ диска) и восстановление.
- Плавный переход на новый жёсткий диск.
- Извлечение файлов из неработоспособной системы с помощью встроенного Recovery Manager.
- Восстановление данных на различном аппаратном обеспечении.
- Простой перенос с HDD на SSD.
- Не требует установки (только Express).
- Лёгкий апгрейд HDD.
- Восстановление данных с CD/DVD.
- Бесплатная техническая поддержка.
- Клонирование целого диска любого объёма.
- Резервные копии могут храниться на любом устройстве (HDD, USB, CD/DVD, FTP-сервер, сетевой дисковый накопитель, NAS).
- Спасение файлов от случайного удаления.
- Защита от вирусов, которые удаляют файлы или нарушают их работоспособность.
- Создание автоматического резервного копирования в планировщике.
- Защита любых видов файлов, в числе которых документы, фотографии, электронная почта, видео, аудио и другие важные файлы.
- Встроенная поддержка P2V и VMware P2V.
- Удалённое резервное дублирование на FTP.
- AES 256-шифрование.
- Поддержка PXE.
- Журнал событий.
- Поддержка Windows PE.

## Издания
TotalRecovery поставляется в двух редакциях — Express и Professional. Express не требует установки, а также имеет меньше функциональных возможностей, по сравнению с Professional.
- Review of DriveClone on PCWorld
- Review of DriveClone on SmallBusinessComputing Архивная копия от 16 июля 2011 на Wayback Machine
- Review of TotalRecovery on TopTenReviews.com Архивная копия от 5 апреля 2011 на Wayback Machine